# ブランニュー!
『ブランニュー!』は、2011年4月17日までテレビ東京で放送されていた情報番組・番宣番組である。オープニングで表示されるタイトルロゴは筆記体による「BRAND NEW」で、その下に小さく「ブランニュー」と記されていた。

## 概要
テレビ東京のアナウンサーが注目の新商品や新しい観光スポット、開店したばかりの店舗などをリポートする模様を放送。その合間に番組紹介ムービーを挿入していた。
2008年9月まではリポーターにタレントを起用することが多かったが、同年10月5日放送分からはアナウンサーによるリポートがメインになった。2009年5月17日・5月31日放送分で再度タレントを起用した。ナレーションは三村ロンドが担当。
番組は担当アナウンサーによってタイトルロゴの色などを変えていたが、後に色調を統一するようになった。
番組終了後の2011年5月1日からは、男性アナウンサーの林克征が研究室の室長、女性アナウンサーがその助手という設定で出演する後継番組『アナラボ+』が放送されている。

## 放送時間
- 第1・3・5日曜 6:20 - 6:30 （番組終了時） - 第2・4日曜の同時間帯には自己批評番組の『みんなとてれと』が放送されていた。

## 放送リスト
| 2008年10月5日 - 2010年3月21日                                 | 2008年10月5日 - 2010年3月21日 | 2008年10月5日 - 2010年3月21日 |
| 放送内容                                                      | 放送日                        | 出演者                        |
| ------------------------------------------------------------- | ----------------------------- | ----------------------------- |
| 自転車の新しい楽しみ方 ポタリング                             | 2008年10月5日                 | 秋元玲奈                      |
| おもしろ新製品特集                                            | 2008年10月19日                | 秋元玲奈                      |
| プラモデルスペシャル                                          | 2008年11月2日                 | 秋元玲奈                      |
| 大人の塗り絵                                                  | 2008年11月16日                | 秋元玲奈                      |
| 切り絵作家 福井利佐                                           | 2008年11月30日                | 秋元玲奈                      |
| 自宅で簡単に出来る“体育の時間”                                | 2008年12月7日                 | 相内優香                      |
| ロングライフデザインに注目!                                   | 2008年12月21日                | 相内優香                      |
| 戦国ブームに迫る!                                             | 2009年1月4日                  | 相内優香                      |
| バレンタイン直前SP                                            | 2009年1月18日                 | 前田海嘉                      |
| 紙の芸術                                                      | 2009年2月1日                  | 相内優香                      |
| タウン ラン                                                   | 2009年2月15日                 | 相内優香                      |
| 情報が結ぶ街へ…“東京ユビキタス計画2009”                       | 2009年3月1日                  | 相内優香                      |
| 大人のちょっと贅沢な趣味 「模型・ジオラマ」の世界             | 2009年3月15日                 | 相内優香                      |
| ヤスウマ大盛りグルメ特集!!                                    | 2009年3月29日                 | 大竹佐知                      |
| 最新技術“拡張現実”                                            | 2009年4月5日                  | 大竹佐知                      |
| 宇宙飛行士体験                                                | 2009年4月19日                 | 繁田美貴                      |
| 筑波宇宙センターツアー                                        | 2009年5月3日                  | 繁田美貴                      |
| 2009年 ゴルフ事情                                             | 2009年5月17日                 | 西舘さをり                    |
| 大人もはまる“おもしろおもちゃ”大特集!                         | 2009年5月31日                 | 西舘さをり                    |
| オモシロ調理玩具                                              | 2009年6月7日                  | 繁田美貴                      |
| 簡単!おいしい!のっけ飯                                        | 2009年6月21日                 | 繁田美貴                      |
| 東京川下り                                                    | 2009年7月5日                  | 秋元玲奈                      |
| 夏休みスペシャル! （宮古島）                                  | 2009年7月19日                 | CHIKA                         |
| 夏休みスペシャル! （小浜島）                                  | 2009年8月2日                  | CHIKA                         |
| 夏休みスペシャル! （西表島）                                  | 2009年8月16日                 | CHIKA                         |
| リニューアル廃校特集                                          | 2009年8月30日                 | 秋元玲奈                      |
| 天空水族館「スカイ アクアリウム」紹介                         | 2009年9月6日                  | 狩野恵里                      |
| 秋の行楽シーズンにオススメ 高尾山を楽しもう!                  | 2009年9月20日                 | 狩野恵里                      |
| ニューオープン! MLBcafe                                       | 2009年10月4日                 | 狩野恵里                      |
| 日本人の恋人 おにぎり特集                                     | 2009年10月18日                | 狩野恵里                      |
| 期間限定ショップ                                              | 2009年11月1日                 | 相内優香                      |
| 都会のマルシェ                                                | 2009年11月15日                | 狩野恵里                      |
| 世代を超えて楽しめるオススメおもちゃランキング                | 2009年11月29日                | 相内優香                      |
| スムーズでらくらく! 最新電動スクーター&ハイブリッド自転車特集 | 2009年12月6日                 | 狩野恵里                      |
| 精密&豪華! 大人の超合金                                       | 2009年12月20日                | 狩野恵里                      |
| 東京ミートレア 紹介                                           | 2010年1月17日                 | 繁田美貴                      |
| 大人がハマる! 調理グッズ                                      | 2010年1月31日                 | 繁田美貴                      |
| テレビ局の仕事体験 “ピラメキッザニア”の魅力に迫る!            | 2010年2月7日                  | 大竹佐知                      |
| 幕末のジャパニーズ・ヒーロー “坂本龍馬”のブームに注目!!       | 2010年2月21日                 | 大竹佐知                      |
| 春の最新文具特集!                                             | 2010年3月7日                  | 狩野恵里                      |
| 春の最新行楽特集!                                             | 2010年3月21日                 | 狩野恵里                      |